# Standard Luik in het seizoen 2009/10
Standard Luik had reeds twee jaar op rij de landstitel gewonnen en begon ook in 2009 als topfavoriet aan het nieuwe seizoen. De Rouches mochten bovendien ook starten in de Champions League. Maar de resultaten in de Belgische competitie vielen in eerste instantie tegen. Zo speelde Standard een ongelukkige partij tegen rechtstreekse concurrent RSC Anderlecht. Axel Witsel brak in die wedstrijd het been van Marcin Wasilewski en werd nadien voor een lange tijd geschorst. Een week later viel aanvoerder Steven Defour uit met een ernstige blessure. Defour moest maandenlang revalideren.
Het verlies van enkele sleutelfiguren maakte het er niet makkelijker op voor trainer László Bölöni, die zich met zijn team vooral op de Europese campagne concentreerde. Na enkele spannende wedstrijden in de groepsfase van de Champions League, slaagde Standard er in om door te stoten naar Europa League. Tussendoor werd Milan Jovanovic beloond met de Gouden Schoen.
Tijdens de winterstop versterkte Standard zich met onder meer Sébastien Pocognoli en Koen Daerden, maar ook dat leek de malaise niet op te lossen. Niet veel later stapte Olivier Dacourt op. In de pers liet hij verstaan dat hij niet langer kon samenwerken met Bölöni. Een dag nadien nam Bölöni samen met zijn assistent ontslag. Sportief directeur Dominique D'Onofrio werd aangesteld als de nieuwe coach, maar ook hij kreeg de Rouches niet op dreef. Jovanovic, die ondertussen een transfer naar Liverpool FC op zak had, werd door D'Onofrio meermaals uit het elftal gehaald. De gloednieuwe Gouden Schoen was na de winter slechts nog een schim van zichzelf. In ruil kregen enkele jonge talenten als Gheorghe Grozav en Andréa Mutombo een kans, maar ook zij zorgden niet voor een plotse ommekeer.
Standard stootte door tot in de kwartfinale van de Europa League. Hamburger SV was de tegenstander en won in de heenwedstrijd met nipte cijfers. In de terugwedstrijd bleken de Duitsers een maatje te groot en werd Standard uitgeschakeld. In de competitie greep Standard net naast play-off I, waardoor de Rouches zich niet meer konden plaatsen voor een volgende editie van de Champions League. Een ticket voor de Europa League kon Standard wel nog halen, maar dan moest het eerste worden in Groep B van play-off II. Maar uiteindelijk bleek KRC Genk de sterkste te zijn. Met nog één speeldag op het programma kwam Standard niet meer in aanmerking voor het laatste Europese ticket.

## Spelerskern
| Nr.           | Naam                   | Nationaliteit     | Geboortedatum | Vorige club                   |
| ------------- | ---------------------- | ----------------- | ------------- | ----------------------------- |
| Keepers       |                        |                   |               |                               |
| 1             | Kristof Van Hout       | België            | 09-02-1987    | 2007-2009 KV Kortrijk         |
| 16            | Anthony Moris          | België            | 29-04-1990    | /                             |
| 38            | Sinan Bolat            | Turkije / België  | 03-09-1988    | 2006-2008 KRC Genk            |
| Verdedigers   |                        |                   |               |                               |
| 2             | Réginal Goreux         | Haïti / België    | 31-12-1987    | /                             |
| 3             | Victor Ramos           | Brazilië          | 05-05-1989    | 2008-2009 Vitória             |
| 5             | Felipe                 | Brazilië          | 15-05-1987    | 2007-2009 Coritiba            |
| 6             | Cédric Collet          | Frankrijk         | 07-03-1984    | 2008-2009 RAEC Mons           |
| 14            | Landry Mulemo          | Congo-Kinshasa    | 17-09-1986    | 2004-2007 Sint-Truidense VV   |
| 15            | Alex Moraes            | Brazilië          | 25-03-1988    | 2007-2009 Juventude           |
| 17            | Marcos Camozzato       | Brazilië          | 17-06-1983    | 2005-2006 Internacional       |
| 19            | Mohamed Sarr           | Senegal           | 23-12-1983    | 2004-2005 FC Vittoria         |
| 21            | Franco Zennaro         | België            | 01-04-1993    | /                             |
| 22            | Eliaquim Mangala       | Frankrijk         | 13-12-1991    | /                             |
| 25            | Rami Gershon           | Israël            | 12-08-1988    | 2008-2009 Ironi Rishon LeZion |
| 35            | Sébastien Pocognoli    | België            | 01-08-1987    | 2007-2010 AZ                  |
| Middenvelders |                        |                   |               |                               |
| 4             | Pape Abdou Camara      | Senegal           | 22-09-1991    | 2008-2009 Étoile Lusitana     |
| 7             | Wilfried Dalmat        | Frankrijk         | 17-07-1982    | 2006-2008 RAEC Mons           |
| 8             | Steven Defour          | België            | 15-04-1988    | 2004-2006 KRC Genk            |
| 11            | Grégory Dufer          | België            | 19-12-1981    | 2008-2009 AFC Tubize          |
| 18            | Andréa Mbuyi-Mutombo   | België            | 06-06-1990    | 2009 Portsmouth               |
| 24            | Koen Daerden           | België            | 08-03-1982    | 2006-2009 Club Brugge         |
| 26            | Benjamin Nicaise       | Frankrijk         | 28-09-1980    | 2007-2008 RAEC Mons           |
| 28            | Axel Witsel            | België            | 12-01-1989    | /                             |
| 32            | Jonathan Buatu Mananga | België            | 27-09-1993    | /                             |
| 33            | Mehdi Carcela          | Marokko / België  | 01-07-1989    | /                             |
| Aanvallers    |                        |                   |               |                               |
| 9             | Dieumerci Mbokani      | Congo-Kinshasa    | 22-11-1985    | 2006-2007 RSC Anderlecht      |
| 10            | Igor de Camargo        | Brazilië / België | 12-05-1983    | 2005 Brussels FC              |
| 20            | Moussa Traoré          | Ivoorkust         | 19-04-1990    | 2008-2009 Planète Champion    |
| 23            | Milan Jovanović        | Servië            | 18-04-1981    | 2004-2006 Lokomotiv Moskou    |
| 27            | Arnor Angeli           | België            | 25-02-1991    | /                             |
| 29            | Gohi Bi Zoro Cyriac    | Ivoorkust         | 05-08-1990    | 2007-2008 ASEC Mimosas        |
| 77            | Gheorghe Grozav        | Roemenië          | 29-09-1990    | 2007-2009 Unirea Alba Iulia   |

### Technische staf
|                 |                       |               |                                |
| Functie         | Naam                  | Nationaliteit | Opmerking                      |
| Coach           | Dominique D'Onofrio   | België        | Vanaf 10 februari 2010.        |
| Coach           | László Bölöni (foto)  | Roemenië      | Ontslagen op 10 februari 2010. |
| Assistent-coach | Jean-François De Sart | België        | Vanaf 15 februari 2010.        |
| Assistent-coach | Joaquim Rolão Preto   | Portugal      | Ontslagen op 10 februari 2010. |
| Keeperstrainer  | Jean-François Lecomte | België        |                                |
| Physical coach  | Guy Namurois          | België        |                                |

## Transfers

### Inkomend
- Andréa Mbuyi-Mutombo (Portsmouth FC)
- Grégory Dufer (AFC Tubize) (einde huur)
- Edouard Kabamba (Real Madrid Castilla) (einde huur)
- Germain Marloye (RRC Hamoir) (einde huur)
- Bayram Cürükçü (Racing Genk) (einde huur)
- Alex Moraes (EC Juventude)
- Jonathan Mendes (AJ Auxerre)
- Tiago (Vitoria Guimaraes)
- Cédric Collet (RAEC Mons)
- Thomas Phibel (FC Brussels) (einde huur)
- Moussa Traoré (CFO de Ouagadougou) (huur)
- Rami Gershon (Hapoel Ironi Rishon LeZion)
- Felipe (Coritiba FC)
- Ramos (EC Vitória)
- Ricardo Rocha (Tottenham Hotspur)
- Olivier Dacourt (Internazionale)
- Pape Abdou Camara (Etoile Lusitana)
- Koen Daerden (Club Brugge KV)
- Sébastien Pocognoli (AZ Alkmaar)

### Uitgaand
- Gilles Lentz (Racing Genk)
- Berger Steve (MVV)
- Cornet Mathieu (Germinal Beerschot)
- Derbaugranbien Pierre (Wezet)
- Digão (AC Milan)
- Oguchi Onyewu (AC Milan)
- Leon Benko (KV Kortrijk)
- Salim Toama (Larissa)
- Andrés Espinoza (einde contract)
- Christian Benteke (KV Kortrijk)
- Tomislav Mikulić (Germinal Beerschot)
- Thomas Phibel (Antwerp FC)
- Ricardo Rocha (Portsmouth)
- Olivier Dacourt (einde carrière)

## Jupiler Pro League

### Wedstrijden
| Wedstrijddetails                                               | Thuisploeg                                            | Uitslag                 | Uitploeg                                                                   | Opstelling | Kaarten                                                                            |
| -------------------------------------------------------------- | ----------------------------------------------------- | ----------------------- | -------------------------------------------------------------------------- | --- | ---------------------------------------------------------------------------------- |
| Heenronde                                                      |                                                       |                         |                                                                            | |                                                                                    |
| 31 juli 2009 20:30u Stade Maurice Dufrasne Luik                | Standard Luik                                         | 2-2                     | Sint-Truiden VV                                                            | Bolat Sarr, Mikulic, Mulemo, Marcos Dalmat(81' Carcela-Gonzalez), De Camargo, Defour, Witsel Jovanovic(81' Traoré), Mbokani                    | 42' Mikulic                                                                        |
| 31 juli 2009 20:30u Stade Maurice Dufrasne Luik                | 38' De Camargo 56' De Camargo                         | 0-1 1-1 2-1 2-2         | 24' Chimedza 73' Euvrard                                                   | Bolat Sarr, Mikulic, Mulemo, Marcos Dalmat(81' Carcela-Gonzalez), De Camargo, Defour, Witsel Jovanovic(81' Traoré), Mbokani                    | 42' Mikulic                                                                        |
| 7 augustus 2009 20:30 Het Kiel Antwerpen                       | Germinal Beerschot                                    | 1-1                     | Standard Luik                                                              | Bolat Sarr, Mulemo, Marcos, Mangala Jovanovic, De Camargo, Defour, Witsel Traoré(61' Dalmat), Mbokani                                          | 28' Mulemo 45' De Camargo 60' Mbokani                                              |
| 7 augustus 2009 20:30 Het Kiel Antwerpen                       | 72' Goor                                              | 1-0 1-1                 | 79' Jovanovic                                                              | Bolat Sarr, Mulemo, Marcos, Mangala Jovanovic, De Camargo, Defour, Witsel Traoré(61' Dalmat), Mbokani                                          | 28' Mulemo 45' De Camargo 60' Mbokani                                              |
| 15 augustus 2009 20:00 Schiervelde Roeselare                   | SV Roeselare                                          | 1-5                     | Standard Luik                                                              | Bolat Sarr, Marcos, Carcela-Gonzalez, Mangala Jovanovic, De Camargo(73' Cyriac), Defour(74' Dufer), Collet, Witsel Mbokani(70' Traoré)         | 24' Witsel                                                                         |
| 15 augustus 2009 20:00 Schiervelde Roeselare                   | 22' El Gaaouiri                                       | 0-1 1-1 1-2 1-3 1-4 1-5 | 21' Jovanovic 30' Carcela-Gonzalez 41' Mbokani 50' Jovanovic 65' Jovanovic | Bolat Sarr, Marcos, Carcela-Gonzalez, Mangala Jovanovic, De Camargo(73' Cyriac), Defour(74' Dufer), Collet, Witsel Mbokani(70' Traoré)         | 24' Witsel                                                                         |
| 21 augustus 2009 20:30u Stade Maurice Dufrasne Luik            | Standard Luik                                         | 1-1                     | R. Charleroi SC                                                            | Bolat Sarr, Collet, Mangala, Marcos Dalmat(63' De Camargo), Carcela-Gonzalez (77' Traoré), Defour, Witsel Jovanovic(84' Dufer), Mbokani        | 40' Mbokani                                                                        |
| 21 augustus 2009 20:30u Stade Maurice Dufrasne Luik            | 22' Jovanovic                                         | 1-0 1-1                 | 29' Habibou                                                                | Bolat Sarr, Collet, Mangala, Marcos Dalmat(63' De Camargo), Carcela-Gonzalez (77' Traoré), Defour, Witsel Jovanovic(84' Dufer), Mbokani        | 40' Mbokani                                                                        |
| 30 augustus 2009 20:30 Constant Vanden Stockstadion Anderlecht | RSC Anderlecht                                        | 1-1                     | Standard Luik                                                              | Bolat Sarr, Collet(49' Mulemo), Mangala, Marcos Jovanovic, De Camargo, Dalmat(86' Nicaise), Defour, Witsel Mbokani                             | 10' De Camargo 27' Witsel 45+2' Collet 45+3' Mbokani 89' Bolat 91' Defour          |
| 30 augustus 2009 20:30 Constant Vanden Stockstadion Anderlecht | 42' Gillet                                            | 0-1 1-1                 | 36' Mbokani                                                                | Bolat Sarr, Collet(49' Mulemo), Mangala, Marcos Jovanovic, De Camargo, Dalmat(86' Nicaise), Defour, Witsel Mbokani                             | 10' De Camargo 27' Witsel 45+2' Collet 45+3' Mbokani 89' Bolat 91' Defour          |
| 12 september 2009 20:00 Stade Maurice Dufrasne Luik            | Standard Luik                                         | 3-0                     | KV Mechelen                                                                | Bolat Ricardo Rocha, Mangala, Marcos, Sarr Carcela-Gonzalez, Jovanovic, De Camargo(73' Cyriac), Dalmat(39' Dufer), Defour(10' Nicaise) Mbokani | 62' Mbokani                                                                        |
| 12 september 2009 20:00 Stade Maurice Dufrasne Luik            | 56' Carcela-Gonzalez 59' Carcela-Gonzalez 68' Mangala | 1-0 2-0 3-0             |                                                                            | Bolat Ricardo Rocha, Mangala, Marcos, Sarr Carcela-Gonzalez, Jovanovic, De Camargo(73' Cyriac), Dalmat(39' Dufer), Defour(10' Nicaise) Mbokani | 62' Mbokani                                                                        |
| 19 september 2009 20:00 Daknamstadion Lokeren                  | KSC Lokeren                                           | 1-3                     | Standard Luik                                                              | Bolat Rocha, Sarr, Marcos, Felipe Dalmat(75' Mulemo), De Camargo(86' Nicaise), Carcela-Gonzalez, Mangala Traoré(73' Dufer), Mbokani            | 79' De Camargo                                                                     |
| 19 september 2009 20:00 Daknamstadion Lokeren                  | 15' Smajic                                            | 0-1 1-1 1-2 1-3         | 12' Carcela-Gonzalez 17' Mbokani 26' Felipe                                | Bolat Rocha, Sarr, Marcos, Felipe Dalmat(75' Mulemo), De Camargo(86' Nicaise), Carcela-Gonzalez, Mangala Traoré(73' Dufer), Mbokani            | 79' De Camargo                                                                     |
| 23 september 2009 20:00 Stade Maurice Dufrasne Luik            | Standard Luik                                         | 1-1                     | Cercle Brugge                                                              | Bolat Marcos, Sarr, Mulemo, Felipe Carcela-Gonzalez(81' Nicaise), De Camargo, Mangala Jovanovic, Mbokani, Traoré(58' Dufer)                    | 22' Mangala                                                                        |
| 23 september 2009 20:00 Stade Maurice Dufrasne Luik            | 6' Jovanovic                                          | 1-0 1-1                 | 83' Evens                                                                  | Bolat Marcos, Sarr, Mulemo, Felipe Carcela-Gonzalez(81' Nicaise), De Camargo, Mangala Jovanovic, Mbokani, Traoré(58' Dufer)                    | 22' Mangala                                                                        |
| 26 september 2009 20:00 Guldensporenstadion Kortrijk           | KV Kortrijk                                           | 0-2                     | Standard Luik                                                              | Bolat Rocha, Sarr, Felipe(51' Mangala), Mulemo Dalmat(90+6' Angeli), De Camargo, Nicaise, Marcos Goreux(90+1' Carcela-Gonzalez), Jovanovic     | 44' Felipe 67' Rocha 90+2' Bolat                                                   |
| 26 september 2009 20:00 Guldensporenstadion Kortrijk           |                                                       | 0-1 0-2                 | 34' Dalmat 90+7' Angeli                                                    | Bolat Rocha, Sarr, Felipe(51' Mangala), Mulemo Dalmat(90+6' Angeli), De Camargo, Nicaise, Marcos Goreux(90+1' Carcela-Gonzalez), Jovanovic     | 44' Felipe 67' Rocha 90+2' Bolat                                                   |
| 4 oktober 2009 20:30 Stade Maurice Dufrasne Luik               | Standard Luik                                         | 1-0                     | KRC Genk                                                                   | Bolat Mulemo, Sarr, Felipe, Marcos Dalmat(81' Traoré), Carcela-Gonzalez(88' Nicaise), Mangala, De Camargo(73' Dacourt) Jovanovic, Mbokani      | 30' Mangala 39' Sarr                                                               |
| 4 oktober 2009 20:30 Stade Maurice Dufrasne Luik               | 58' Jovanovic                                         | 1-0                     |                                                                            | Bolat Mulemo, Sarr, Felipe, Marcos Dalmat(81' Traoré), Carcela-Gonzalez(88' Nicaise), Mangala, De Camargo(73' Dacourt) Jovanovic, Mbokani      | 30' Mangala 39' Sarr                                                               |
| 17 oktober 2009 20:00 't Kuipje Westerlo                       | KVC Westerlo                                          | 2-0                     | Standard Luik                                                              | Bolat Mulemo, Rocha, Felipe, Marcos Dacourt, Dalmat(58' Traoré), Nicaise, Carcela-Gonzalez(71' Goreux), Jovanovic(58' Cyriac) Mbokani          | 17' Mbokani 22' Nicaise 27' Dacourt 76' Marcos 90+5' Mulemo                        |
| 17 oktober 2009 20:00 't Kuipje Westerlo                       | 24' Dekelver 33' Dekelver                             | 1-0 2-0                 |                                                                            | Bolat Mulemo, Rocha, Felipe, Marcos Dacourt, Dalmat(58' Traoré), Nicaise, Carcela-Gonzalez(71' Goreux), Jovanovic(58' Cyriac) Mbokani          | 17' Mbokani 22' Nicaise 27' Dacourt 76' Marcos 90+5' Mulemo                        |
| 24 oktober 2009 20:00 Stade Maurice Dufrasne Luik              | Standard Luik                                         | 1-1                     | Zulte-Waregem                                                              | Van Hout Rocha(46' Mulemo), Sarr, Felipe, Marcos Dacourt(45' Nicaise), Dufer(77' Traoré), Carcela-Gonzalez, Mangala, Jovanovic Cyriac          | 34' Van Hout 76' Nicaise                                                           |
| 24 oktober 2009 20:00 Stade Maurice Dufrasne Luik              | 9' Cyriac                                             | 1-0 1-1                 | 45' Roelandts                                                              | Van Hout Rocha(46' Mulemo), Sarr, Felipe, Marcos Dacourt(45' Nicaise), Dufer(77' Traoré), Carcela-Gonzalez, Mangala, Jovanovic Cyriac          | 34' Van Hout 76' Nicaise                                                           |
| 31 oktober 2009 20:00 Le Canonnier Moeskroen                   | Excelsior Moeskroen                                   | 0-0                     | Standard Luik                                                              | Van Hout Mulemo, Sarr, Felipe, Marcos Dufer(72' Traoré), Witsel, Carcela-Gonzalez, Mangela Angeli(59' Goreux), Jovanovic                       | 66' Goreux 90+2' Mangala                                                           |
| 31 oktober 2009 20:00 Le Canonnier Moeskroen                   |                                                       |                         |                                                                            | Van Hout Mulemo, Sarr, Felipe, Marcos Dufer(72' Traoré), Witsel, Carcela-Gonzalez, Mangela Angeli(59' Goreux), Jovanovic                       | 66' Goreux 90+2' Mangala                                                           |
| 7 november 2009 20:00 Stade Maurice Dufrasne Luik              | Standard Luik                                         | 3-1                     | Club Brugge                                                                | Bolat Mulemo, Marcos, Felipe, Ramos Goreux, Witsel, Carcela-Gonzalez(90+1' Nicaise), Mangala, Jovanovic(90+5' Angeli) Mbokani                  | 44' Mangala 56' Mulemo 84' Goreux                                                  |
| 7 november 2009 20:00 Stade Maurice Dufrasne Luik              | 7' Jovanovic 16' Jovanovic 38' Witsel                 | 1-0 2-0 3-0 3-1         | 80' Geraerts                                                               | Bolat Mulemo, Marcos, Felipe, Ramos Goreux, Witsel, Carcela-Gonzalez(90+1' Nicaise), Mangala, Jovanovic(90+5' Angeli) Mbokani                  | 44' Mangala 56' Mulemo 84' Goreux                                                  |
| 21 november 2009 18:00 Jules Ottenstadion Gent                 | AA Gent                                               | 2-1                     | Standard Luik                                                              | Bolat Marcos, Felipe, Ramos, Mulemo Dalmat(67' Carcela-Gonzalez), Witsel, Mangala, Jovanovic(77' Dacourt) Cyriac(67' Traoré), Mbokani          | 31' Marcos 38' Mbokani 42' Ramos 60' Mangala 65' Jovanovic 90+4' Traoré            |
| 21 november 2009 18:00 Jules Ottenstadion Gent                 | 43' Lepoint 66' Custovic                              | 0-1 1-1 2-1             | 5' Cyriac                                                                  | Bolat Marcos, Felipe, Ramos, Mulemo Dalmat(67' Carcela-Gonzalez), Witsel, Mangala, Jovanovic(77' Dacourt) Cyriac(67' Traoré), Mbokani          | 31' Marcos 38' Mbokani 42' Ramos 60' Mangala 65' Jovanovic 90+4' Traoré            |
| Terugronde                                                     |                                                       |                         |                                                                            | |                                                                                    |
| 29 november 2009 20:30u Staaien Sint-Truiden                   | Sint-Truiden VV                                       | 2-0                     | Standard Luik                                                              | Bolat Marcos, Ramos, Sarr, Mulemo Goreux(69' De Camargo), Nicaise(69' Dacourt), Witsel, Carcela-Gonzalez, Jovanovic Traoré(86' Dalmat)         | 13' Ramos 14' Nicaise 54' Carcela-Gonzalez 67' Goreux 78' Jovanovic 83' De Camargo |
| 29 november 2009 20:30u Staaien Sint-Truiden                   | 64' Sidibe 81' Wilmet                                 | 1-0 2-0                 |                                                                            | Bolat Marcos, Ramos, Sarr, Mulemo Goreux(69' De Camargo), Nicaise(69' Dacourt), Witsel, Carcela-Gonzalez, Jovanovic Traoré(86' Dalmat)         | 13' Ramos 14' Nicaise 54' Carcela-Gonzalez 67' Goreux 78' Jovanovic 83' De Camargo |
| 5 december 2009 20:00 Stade Maurice Dufrasne Luik              | Standard Luik                                         | 2-2                     | Germinal Beerschot                                                         | Bolat Marcos, Ramos, Sarr, Mangala(68' Mulemo) Dacourt(83' Dufer), Witsel, Carcela-Gonzalez, Jovanovic Cyriac(70' Dalmat), De Camargo          | 39' Dacourt 56' Cyriac                                                             |
| 5 december 2009 20:00 Stade Maurice Dufrasne Luik              | 58' Jovanovic 71' De Camargo                          | 0-1 1-1 1-2 2-2         | 40' Goor 63' Dosunmu                                                       | Bolat Marcos, Ramos, Sarr, Mangala(68' Mulemo) Dacourt(83' Dufer), Witsel, Carcela-Gonzalez, Jovanovic Cyriac(70' Dalmat), De Camargo          | 39' Dacourt 56' Cyriac                                                             |
| 12 december 2009 20:00 Stade Maurice Dufrasne Luik             | Standard Luik                                         | 0-1                     | SV Roeselare                                                               | Bolat Marcos, Ramos, Sarr, Mangala Dalmat(64' Dacourt), Witsel, Nicaise(64' Cyriac), Mulemo, Carcela-Gonzalez(71' Traoré) Jovanovic            |                                                                                    |
| 12 december 2009 20:00 Stade Maurice Dufrasne Luik             |                                                       | 0-1                     | 48' Dequevy                                                                | Bolat Marcos, Ramos, Sarr, Mangala Dalmat(64' Dacourt), Witsel, Nicaise(64' Cyriac), Mulemo, Carcela-Gonzalez(71' Traoré) Jovanovic            |                                                                                    |
| 26 december 2009 18:00 Stade Maurice Dufrasne Luik             | Standard Luik                                         | 2-0                     | KSC Lokeren                                                                | Bolat Mulemo, Felipe, Mangala(79' Marcos), Ramos Dufer(90+1' Angeli), Nicaise, Carcela-Gonzalez(85' Goreux), Witsel De Camargo, Mbokani        | 31' Ramos 64' Nicaise 72' De Camargo                                               |
| 26 december 2009 18:00 Stade Maurice Dufrasne Luik             | 25' Witsel 26' De Camargo                             | 1-0 2-0                 |                                                                            | Bolat Mulemo, Felipe, Mangala(79' Marcos), Ramos Dufer(90+1' Angeli), Nicaise, Carcela-Gonzalez(85' Goreux), Witsel De Camargo, Mbokani        | 31' Ramos 64' Nicaise 72' De Camargo                                               |
| 29 december 2009 20:30 Jan Breydelstadion Brugge               | Cercle Brugge                                         | 2-0                     | Standard Luik                                                              | Bolat Mangala, Sarr, Felipe(67' Dalmat), Ramos Dufer(60' Traoré), Mulemo, Goreux, Carcela-Gonzalez(80' Angeli), Witsel Mbokani                 | 30' Mangala 49' Carcela-Gonzalez 73' Mbokani 73' Traoré                            |
| 29 december 2009 20:30 Jan Breydelstadion Brugge               | 42' Foley 62' Cornelis                                | 1-0 2-0                 |                                                                            | Bolat Mangala, Sarr, Felipe(67' Dalmat), Ramos Dufer(60' Traoré), Mulemo, Goreux, Carcela-Gonzalez(80' Angeli), Witsel Mbokani                 | 30' Mangala 49' Carcela-Gonzalez 73' Mbokani 73' Traoré                            |
| 17 januari 2010 14:30 Stade Maurice Dufrasne Luik              | Standard Luik                                         | 0-4                     | RSC Anderlecht                                                             | Bolat Marcos, Sarr, Mangala, Mulemo Dalmat(60' Dacourt), Nicaise(80' Angeli), Witsel, Carcela-Gonzalez(60' Traoré) De Camargo, Mbokani         | 43' Witsel 58' Marcos 69' Dacourt                                                  |
| 17 januari 2010 14:30 Stade Maurice Dufrasne Luik              | 81' Traoré (own) 83' Mangala (own)                    | 0-1 0-2 0-3 0-4         | 8' Legear 51' Lukaku                                                       | Bolat Marcos, Sarr, Mangala, Mulemo Dalmat(60' Dacourt), Nicaise(80' Angeli), Witsel, Carcela-Gonzalez(60' Traoré) De Camargo, Mbokani         | 43' Witsel 58' Marcos 69' Dacourt                                                  |
| 23 januari 2010 20:00 Achter de Kazerne Mechelen               | KV Mechelen                                           | 0-0                     | Standard Luik                                                              | Bolat Mangala, Sarr, Rocha, Daerden Jovanovic(46' Marcos), Witsel, Carcela-Gonzalez(80' Angeli), Nicaise De Camargo, Mbokani                   | 3' Jovanovic 36' Rocha 44' Rocha 54' Sarr 75' Marcos 90' Nicaise                   |
| 23 januari 2010 20:00 Achter de Kazerne Mechelen               |                                                       |                         |                                                                            | Bolat Mangala, Sarr, Rocha, Daerden Jovanovic(46' Marcos), Witsel, Carcela-Gonzalez(80' Angeli), Nicaise De Camargo, Mbokani                   | 3' Jovanovic 36' Rocha 44' Rocha 54' Sarr 75' Marcos 90' Nicaise                   |
| 30 januari 2010 20:00 Stade Maurice Dufrasne Luik              | Standard Luik                                         | 3-1                     | KV Kortrijk                                                                | Bolat Marcos, Mangala, Sarr, Daerden Dufer(66' Dalmat), Defour(86' Goreux), Witsel, Carcela-Gonzalez Jovanovic(84' Angeli), De Camargo         | 52' Defour 76' De Camargo                                                          |
| 30 januari 2010 20:00 Stade Maurice Dufrasne Luik              | 27' Daerden 74' Witsel 80' Carcela-Gonzalez           | 0-1 1-1 2-1 3-1         | 16' De Beule                                                               | Bolat Marcos, Mangala, Sarr, Daerden Dufer(66' Dalmat), Defour(86' Goreux), Witsel, Carcela-Gonzalez Jovanovic(84' Angeli), De Camargo         | 52' Defour 76' De Camargo                                                          |
| 4 februari 2010 20:15u Stade du Pays de Charleroi Charleroi    | R. Charleroi SC                                       | 2-3                     | Standard Luik                                                              | Bolat Marcos, Sarr, Ramos, Mangala Dalmat, Defour, Witsel, Carcela-Gonzalez De Camargo(59' Nicaise), Mbokani(90+5' Traoré)                     | 32' Mbokani 63' Marcos 82' Sarr                                                    |
| 4 februari 2010 20:15u Stade du Pays de Charleroi Charleroi    | 83' Théréau 87' Kéré                                  | 0-1 0-2 1-2 2-2 2-3     | 53' Dalmat 72' Defour 90+3' Witsel                                         | Bolat Marcos, Sarr, Ramos, Mangala Dalmat, Defour, Witsel, Carcela-Gonzalez De Camargo(59' Nicaise), Mbokani(90+5' Traoré)                     | 32' Mbokani 63' Marcos 82' Sarr                                                    |
| 6 februari 2010 20:00 Cristal Arena Genk                       | KRC Genk                                              | 1-0                     | Standard Luik                                                              | Bolat Mangala, Sarr(77' Dalmat), Ramos, Pocognoli Nicaise(46' De Camargo), Defour, Witsel, Daerden(54' Carcela-Gonzalez) Jovanovic, Mbokani    | 10' Pocognoli 35' Daerden 85' Mbokani                                              |
| 6 februari 2010 20:00 Cristal Arena Genk                       | 19' De Bruyne                                         | 1-0                     |                                                                            | Bolat Mangala, Sarr(77' Dalmat), Ramos, Pocognoli Nicaise(46' De Camargo), Defour, Witsel, Daerden(54' Carcela-Gonzalez) Jovanovic, Mbokani    | 10' Pocognoli 35' Daerden 85' Mbokani                                              |
| 13 februari 2010 18:00 Stade Maurice Dufrasne Luik             | Standard Luik                                         | 1-0                     | KVC Westerlo                                                               | Bolat Marcos, Ramos, Mangala, Pocognoli Dalmat(84' Mbokani), Defour, Witsel, Daerden(67' Nicaise), Carcela-Gonzalez(79' Jovanovic) De Camargo  | 65' Dalmat                                                                         |
| 13 februari 2010 18:00 Stade Maurice Dufrasne Luik             | 89' Pocognoli                                         | 1-0                     |                                                                            | Bolat Marcos, Ramos, Mangala, Pocognoli Dalmat(84' Mbokani), Defour, Witsel, Daerden(67' Nicaise), Carcela-Gonzalez(79' Jovanovic) De Camargo  | 65' Dalmat                                                                         |
| 20 februari 2010 16:00 Jan Breydelstadion Brugge               | Club Brugge                                           | 2-1                     | Standard Luik                                                              | Bolat Marcos(82' Mangala), Ramos, Sarr, Gershon(66' Carcela-Gonzalez) De Camargo, Defour, Witsel, Daerden Jovanovic, Mbokani                   | 27' Mbokani 48' Bolat 55' Marcos 79' Ramos 86' Sarr                                |
| 20 februari 2010 16:00 Jan Breydelstadion Brugge               | 49' Sonck 53' Kouemaha                                | 0-1 1-1 2-1             | 25' Mbokani                                                                | Bolat Marcos(82' Mangala), Ramos, Sarr, Gershon(66' Carcela-Gonzalez) De Camargo, Defour, Witsel, Daerden Jovanovic, Mbokani                   | 27' Mbokani 48' Bolat 55' Marcos 79' Ramos 86' Sarr                                |
| 14 maart 2010 20:00 Regenboogstadion Waregem                   | Zulte Waregem                                         | 1-1                     | Standard Luik                                                              | Bolat Marcos, Felipe, Ramos, Pocognoli Carcela-Gonzalez(68' Traoré), Witsel, Mangala, Daerden Jovanovic, De Camargo                            | 37' Daerden 40' Jovanovic 67' Marcos 87' Felipe                                    |
| 14 maart 2010 20:00 Regenboogstadion Waregem                   | 3' Chevalier                                          | 1-0 1-1                 | 78' Witsel                                                                 | Bolat Marcos, Felipe, Ramos, Pocognoli Carcela-Gonzalez(68' Traoré), Witsel, Mangala, Daerden Jovanovic, De Camargo                            | 37' Daerden 40' Jovanovic 67' Marcos 87' Felipe                                    |
| 21 maart 2010 20:00 Stade Maurice Dufrasne Luik                | Standard Luik                                         | 0-2                     | AA Gent                                                                    | Bolat Marcos, Sarr, Ramos, Pocognoli Dalmat(58' Mangala), Witsel, Carcela-Gonzalez, Jovanovic(78' Dufer) De Camargo, Traoré                    |                                                                                    |
| 21 maart 2010 20:00 Stade Maurice Dufrasne Luik                |                                                       | 0-1 0-2                 | 43' Leye 82' Pieroni                                                       | Bolat Marcos, Sarr, Ramos, Pocognoli Dalmat(58' Mangala), Witsel, Carcela-Gonzalez, Jovanovic(78' Dufer) De Camargo, Traoré                    |                                                                                    |
| Play-Off II (B)                                                |                                                       |                         |                                                                            | |                                                                                    |
| 27 maart 2010 20:30u Stade Maurice Dufrasne Luik               | Standard Luik                                         | 2-0                     | R. Charleroi SC                                                            | Bolat Marcos, Sarr, Felipe, Pocognoli Dufer(74' Carcela-Gonzalez), Mangala, Grozav(64' Witsel), Daerden(81' Jovanovic) De Camargo, Mbokani     |                                                                                    |
| 27 maart 2010 20:30u Stade Maurice Dufrasne Luik               | 89' Mbokani 90+1' Mbokani                             | 1-0 2-0                 |                                                                            | Bolat Marcos, Sarr, Felipe, Pocognoli Dufer(74' Carcela-Gonzalez), Mangala, Grozav(64' Witsel), Daerden(81' Jovanovic) De Camargo, Mbokani     |                                                                                    |
| 4 april 2010 20:30u Cristal Arena Genk                         | KRC Genk                                              | 1-0                     | Standard Luik                                                              | Van Hout Goreux, Sarr, Mangala, Gershon Dufer, Nicaise, Grozav(67' Witsel), Daerden(79' Pocognoli) Traoré(61' De Camargo)                      | 20' Grozav 21' Sarr 71' Dalmat                                                     |
| 4 april 2010 20:30u Cristal Arena Genk                         | 36' Barda                                             | 1-0                     |                                                                            | Van Hout Goreux, Sarr, Mangala, Gershon Dufer, Nicaise, Grozav(67' Witsel), Daerden(79' Pocognoli) Traoré(61' De Camargo)                      | 20' Grozav 21' Sarr 71' Dalmat                                                     |
| 11 april 2010 18:00u Stade Maurice Dufrasne Luik               | Standard Luik                                         | 3-0                     | Germinal Beerschot                                                         | Bolat Marcos, Mangala, Ramos(76' Felipe), Pocognoli Carcela-Gonzalez(90' Daerden), Nicaise, Witsel, Grozav(66' Goreux) De Camargo, Mbokani     | 27' Nicaise 90+2' Goreux                                                           |
| 11 april 2010 18:00u Stade Maurice Dufrasne Luik               | 53' De Camargo 73' Witsel 87' De Camargo              | 1-0 2-0 3-0             |                                                                            | Bolat Marcos, Mangala, Ramos(76' Felipe), Pocognoli Carcela-Gonzalez(90' Daerden), Nicaise, Witsel, Grozav(66' Goreux) De Camargo, Mbokani     | 27' Nicaise 90+2' Goreux                                                           |
| 15 april 2010 20:30u Het Kiel Antwerpen                        | Germinal Beerschot                                    | 2-2                     | Standard Luik                                                              | Bolat Marcos, Felipe, Mangala, Pocognoli Carcela-Gonzalez, Goreux, Nicaise, Witsel, Mutombo(64' Jovanovic) Mbokani(79' Traoré)                 | 81' Mbokani 81' Witsel                                                             |
| 15 april 2010 20:30u Het Kiel Antwerpen                        | 39' Cruz 67' F. Haroun                                | 0-1 1-1 2-1 2-2         | 4' Mbokani 89' Traoré                                                      | Bolat Marcos, Felipe, Mangala, Pocognoli Carcela-Gonzalez, Goreux, Nicaise, Witsel, Mutombo(64' Jovanovic) Mbokani(79' Traoré)                 | 81' Mbokani 81' Witsel                                                             |
| 18 april 2010 20:30u Stade Maurice Dufrasne Luik               | Standard Luik                                         | 1-1                     | KRC Genk                                                                   | Bolat Marcos, Felipe, Mangala, Pocognoli Zennaro, Witsel, Mutombo (75' Defour), Grozav(46' Carcela-Gonzalez) De Camargo(84' Traoré), Mbokani   | 45+1' Zennaro 60' Zennaro 73' Mbokani                                              |
| 18 april 2010 20:30u Stade Maurice Dufrasne Luik               | 17' Mutombo                                           | 1-0 1-1                 | 62' Barda                                                                  | Bolat Marcos, Felipe, Mangala, Pocognoli Zennaro, Witsel, Mutombo (75' Defour), Grozav(46' Carcela-Gonzalez) De Camargo(84' Traoré), Mbokani   | 45+1' Zennaro 60' Zennaro 73' Mbokani                                              |
| 25 april 2010 18:00u Stade du Pays de Charleroi Charleroi      | R. Charleroi SC                                       | 1-0                     | Standard Luik                                                              | Van Hout Marcos, Mangala, Felipe, Pocognoli Carcela-Gonzalez, Dufour, Daerden(82' Grozav), Goreux(73' Verbist) Buatu(85' Camara), Traoré       | 20' Goreux                                                                         |
| 25 april 2010 18:00u Stade du Pays de Charleroi Charleroi      | 38' Cordaro                                           | 1-0                     |                                                                            | Van Hout Marcos, Mangala, Felipe, Pocognoli Carcela-Gonzalez, Dufour, Daerden(82' Grozav), Goreux(73' Verbist) Buatu(85' Camara), Traoré       | 20' Goreux                                                                         |

### Klassement voor de play-offs
| pos | Club               | GS | W  | G  | V  | P  | DV | DT | DS  |
| --- | ------------------ | -- | -- | -- | -- | -- | -- | -- | --- |
| 1.  | RSC Anderlecht     | 28 | 22 | 3  | 3  | 69 | 62 | 20 | +42 |
| 2.  | Club Brugge KV     | 28 | 17 | 6  | 5  | 57 | 52 | 33 | +19 |
| 3.  | AA Gent            | 28 | 14 | 7  | 7  | 49 | 49 | 30 | +19 |
| 4.  | KV Kortrijk        | 28 | 12 | 9  | 7  | 45 | 39 | 30 | +9  |
| 5.  | Sint-Truiden VV    | 28 | 12 | 10 | 6  | 42 | 35 | 35 | 0   |
| 6.  | SV Zulte Waregem   | 28 | 10 | 11 | 7  | 41 | 39 | 32 | +7  |
| 7.  | KV Mechelen        | 28 | 12 | 3  | 13 | 39 | 36 | 46 | −10 |
| 8.  | Standard Luik      | 28 | 10 | 9  | 9  | 39 | 38 | 34 | +4  |
| 9.  | Cercle Brugge      | 28 | 11 | 5  | 12 | 38 | 45 | 40 | +5  |
| 10. | Germinal Beerschot | 28 | 9  | 8  | 11 | 35 | 30 | 43 | −13 |
| 11. | KRC Genk           | 28 | 8  | 10 | 10 | 34 | 33 | 31 | +2  |
| 12. | KVC Westerlo       | 28 | 8  | 8  | 12 | 32 | 28 | 34 | −6  |
| 13. | Sporting Charleroi | 28 | 5  | 8  | 15 | 23 | 28 | 45 | −17 |
| 14. | KSC Lokeren        | 28 | 5  | 3  | 20 | 18 | 22 | 54 | −32 |
| 15. | KSV Roeselare      | 28 | 4  | 6  | 18 | 18 | 29 | 58 | −29 |

### Klassement Play-off II (B)
|           |   |                    | P | W | G | V | +  | -  | DS | Ptn |
| --------- | - | ------------------ | - | - | - | - | -- | -- | -- | --- |
| (barrage) | 1 | KRC Genk           | 6 | 5 | 1 | 0 | 12 | 3  | +9 | 16  |
|           | 2 | Standard Luik      | 6 | 2 | 2 | 2 | 8  | 5  | +3 | 8   |
|           | 3 | Germinal Beerschot | 6 | 1 | 2 | 3 | 6  | 12 | −6 | 5   |
|           | 4 | Sporting Charleroi | 6 | 1 | 1 | 4 | 4  | 10 | −6 | 4   |

De winnaar van play-off II (A) mocht tegen de winnaar van play-off II (B) spelen.
De winnaar van die twee barragewedstrijden mocht nadien met de nummer vier van play-off I strijden om een Europees ticket.

## Beker van België
Standard Luik begon aan de Beker van België met een thuiswedstrijd tegen Lierse SK, een club uit de Tweede Klasse. Standard en Lierse speelden tien jaar eerder nog in de finale van de Beker van België tegen mekaar. Lierse won toen met 3-1. In 2009 trok Standard aan het langste eind. Een ronde later werden de Rouches uitgeschakeld door KV Kortrijk met 1-2.

### Wedstrijden
| Beker van België                                   |                        |             |                       | |                                   |
| Wedstrijddetails                                   | Thuisploeg             | Uitslag     | Uitploeg              | Opstelling | Kaarten                           |
| 1/16 finale                                        |                        |             |                       | |                                   |
| 27 oktober 2009 20:00 Stade Maurice Dufrasne Luik  | Standard Luik          | 2-1         | Lierse SK (II)        | Van Hout Goreux, Gershon, Rocha, Mulemo Nicaise, Angeli(56' Carcela-Gonzalez), Yagan(86' Mangala), Dufer Traoré, Cyriac             | 44' Nicaise 80' Dufer 118' Mulemo |
| 27 oktober 2009 20:00 Stade Maurice Dufrasne Luik  | 11' Nicaise 112' Dufer | 1-0 1-1 2-1 | 80' El Gabas          | Van Hout Goreux, Gershon, Rocha, Mulemo Nicaise, Angeli(56' Carcela-Gonzalez), Yagan(86' Mangala), Dufer Traoré, Cyriac             | 44' Nicaise 80' Dufer 118' Mulemo |
| 1/8 finale                                         |                        |             |                       | |                                   |
| 23 december 2009 20:30 Stade Maurice Dufrasne Luik | Standard Luik          | 1-2         | KV Kortrijk           | Bolat Marcos(61' Nicaise), Sarr, Felipe, Rocha(45' Dufer) Dalmat(79' Traoré), Mangala, Carcela-Gonzalez, Witsel De Camargo, Mbokani | 24' Rocha 62' Witsel 88' Mbokani  |
| 23 december 2009 20:30 Stade Maurice Dufrasne Luik | 80' Witsel             | 0-1 0-2 1-2 | 30' Capon 33' Benteke | Bolat Marcos(61' Nicaise), Sarr, Felipe, Rocha(45' Dufer) Dalmat(79' Traoré), Mangala, Carcela-Gonzalez, Witsel De Camargo, Mbokani | 24' Rocha 62' Witsel 88' Mbokani  |

## Europees
Standard Luik plaatste zich als kampioen rechtstreeks voor de groepsfase van de UEFA Champions League. De Luikenaars kwamen na de loting terecht in Groep H, samen met AZ, Arsenal FC en Olympiakos Piraeus. AZ en Olympiakos werden kampioen in respectievelijk Nederland en Griekenland. Arsenal werd vierde in de Premier League. Arsenal plaatste zich door in de voorrondes Celtic FC uit te schakelen. Olympiakos moest zich ook plaatsen via de voorrondes. De Griekse kampioen schakelde Slovan Bratislava en FC Sheriff Tiraspol uit. AZ was net als Standard rechtstreeks geplaatst voor de Champions League.
Standard begon goed aan de Europese campagne en stond in de openingswedstrijd tegen Arsenal meteen 2-0 voor. Maar Arsenal panikeerde niet en zette de scheve situatie nog recht, het werd 2-3. Dertien dagen later leek Standard met 1-0 te verliezen in Alkmaar. Maar Standard scoorde in extremis nog de gelijkmaker via invaller Traoré. Vervolgens stonden er twee confrontaties met Olympiakos op het programma. Standard verloor in de extra tijd met 2-1 in Athene. In eigen huis won Standard overtuigend met 2-0. De voorlaatste wedstrijd was tegen Arsenal, dat in het eigen Emirates Stadium niets weggaf. Het werd 2-0 voor de Engelsen en Mangala en Carcela-Gonzalez pakten respectievelijk een gele en rode kaart, waardoor ze beiden de laatste wedstrijd tegen zouden AZ missen.
Die laatste wedstrijd ging het lot van Standard bepalen. Won Standard en verloor Olympiakos, dan ging Standard naar de volgende ronde. Wonnen zowel Standard als Olympiakos, of speelde Standard gelijk, dan mochten de Rouches naar de Europa League. Verloor Standard, dan zat het Europese avontuur er op. AZ was de tegenstander in de laatste wedstrijd en de Nederlanders kwamen net voor de rust 1-0 voor. Maar in de bijgevoegde tijd slaagde Standard er toch nog in om een punt te pakken. Doelman Bolat rukte mee op en scoorde met het hoofd de gelijkmaker. Een opmerkelijk en belangrijk doelpunt van de Turk, die zo Standard naar de Europa League loodste. In die Europa League volgde een dubbele confrontatie met het Oostenrijkse Red Bull Salzburg. De heenwedstrijd werd in extremis door de Rouches gewonnen. Een 0-2-achterstand werd omgebogen in 3-2 winst. De terugwedstrijd eindigde op een brilscore waardoor Standard zich plaatste voor de 1/8 finales. In die ronde wachtte Panathinaikos FC, opnieuw een Griekse tegenstander. Tegen de verwachtingen in won Standard met 1-3 in Athene. In de terugwedstrijd kwamen de Rouches nooit in de problemen, waardoor het zich bijzonder makkelijk plaatste voor de kwartfinale. Het is van 1981/82 geleden dat Standard nog eens de kwartfinale van een Europees toernooi bereikte (Intertoto niet meegerekend). Toen verloren de Luikenaars met 2-1 van FC Barcelona in de finale van de Europacup II.
In de kwartfinale stond Hamburger SV op het programma. De Duitse club schakelde een ronde eerder nog RSC Anderlecht uit. De Rouches verloren de heenwedstrijd met 2-1: geen zege, maar ook geen slechte uitgangspositie. Alles moest gebeuren in de terugwedstrijd, maar die startte niet zoals gehoopt. HSV klom na 20 minuten op voorsprong. Standard knokte zich terug, maar zag hoe niet veel later Petric met een knappe omhaal voor de 1-2 zorgde. In de tweede helft kon Standard de Duitsers nooit echt bedreigen. Uiteindelijk diepte HSV de voorsprong nog verder uit en zat de Europese campagne er voor Standard definitief op.

### Wedstrijden
| UEFA Champions League                                      |                                      |                     |                                         | |                                                  |
| Wedstrijddetails                                           | Thuisploeg                           | Uitslag             | Uitploeg                                | Opstelling | Kaarten                                          |
| Groepsfase                                                 |                                      |                     |                                         | |                                                  |
| 16 september 2009 20:45 Stade Maurice Dufrasne Luik        | Standard Luik                        | 2-3                 | Arsenal FC                              | Bolat Sarr, Ricardo Rocha, Mangala, Marcos Dalmat(81' Goreux), Witsel(85' Traoré), Carcela-Gonzalez, De Camargo, Jovanovic(59' Nicaise) Mbokani | 44' Bolat 68' Witsel 77' Nicaise                 |
| 16 september 2009 20:45 Stade Maurice Dufrasne Luik        | 2' Mangala 5' Jovanovic              | 1-0 2-0 2-1 2-2 2-3 | 45' Bendtner 79' Vermaelen 82' da Silva | Bolat Sarr, Ricardo Rocha, Mangala, Marcos Dalmat(81' Goreux), Witsel(85' Traoré), Carcela-Gonzalez, De Camargo, Jovanovic(59' Nicaise) Mbokani | 44' Bolat 68' Witsel 77' Nicaise                 |
| 29 september 2009 20:45 DSB Stadion Alkmaar                | AZ                                   | 1-1                 | Standard Luik                           | Bolat Rocha(53' Mulemo), Sarr(60' De Camargo), Felipe, Mangala, Marcos Witsel, Dalmat(77' Traoré), Carcela-Gonzalez, Jovanovic Mbokani          | 40' Sarr 62' Jovanovic                           |
| 29 september 2009 20:45 DSB Stadion Alkmaar                | 48' El Hamdaoui                      | 1-0 1-1             | 90+1' Traoré                            | Bolat Rocha(53' Mulemo), Sarr(60' De Camargo), Felipe, Mangala, Marcos Witsel, Dalmat(77' Traoré), Carcela-Gonzalez, Jovanovic Mbokani          | 40' Sarr 62' Jovanovic                           |
| 20 oktober 2009 20:45 Karaiskáki Athene                    | Olympiakos Piraeus                   | 2-1                 | Standard Luik                           | Bolat Rocha, Sarr, Felipe, Marcos Dalmat(48' Carcela-Gonzalez), De Camargo(89' Nicaise), Witsel, Mangala, Jovanovic Mbokani                     | 52' Mangala 75' Rocha                            |
| 20 oktober 2009 20:45 Karaiskáki Athene                    | 43' Mitroglou 90+3' Stoltidis        | 0-1 1-1 2-1         | 37' De Camargo                          | Bolat Rocha, Sarr, Felipe, Marcos Dalmat(48' Carcela-Gonzalez), De Camargo(89' Nicaise), Witsel, Mangala, Jovanovic Mbokani                     | 52' Mangala 75' Rocha                            |
| 4 november 2009 20:45 Stade Maurice Dufrasne Luik          | Standard Luik                        | 2-0                 | Olympiakos Piraeus                      | Bolat Rocha, Sarr (45' Victor Ramos), Felipe, Marcos Carcela-Gonzalez(86' Goreux), Mangala, Witsel, Jovanovic(89' Angeli), De Camargo Mbokani   | 27' Rocha 60' Marcos 64' Mangala                 |
| 4 november 2009 20:45 Stade Maurice Dufrasne Luik          | 31' Mbokani 88' Jovanovic            | 1-0 2-0             |                                         | Bolat Rocha, Sarr (45' Victor Ramos), Felipe, Marcos Carcela-Gonzalez(86' Goreux), Mangala, Witsel, Jovanovic(89' Angeli), De Camargo Mbokani   | 27' Rocha 60' Marcos 64' Mangala                 |
| 24 november 2009 20:45 Emirates Stadium Londen             | Arsenal FC                           | 2-0                 | Standard Luik                           | Bolat Marcos, Sarr, Felipe, Mulemo Goreux, Mangala, Witsel, Carcela-Gonzalez, Dalmat(64' Traoré) Mbokani(68' Cyriac)                            | 68' Mulemo 70' Mangala 86' Carcela-Gonzalez      |
| 24 november 2009 20:45 Emirates Stadium Londen             | 35' Nasri 45+2' Denílson             | 1-0 2-0             |                                         | Bolat Marcos, Sarr, Felipe, Mulemo Goreux, Mangala, Witsel, Carcela-Gonzalez, Dalmat(64' Traoré) Mbokani(68' Cyriac)                            | 68' Mulemo 70' Mangala 86' Carcela-Gonzalez      |
| 9 december 2009 20:45 Stade Maurice Dufrasne Luik          | Standard Luik                        | 1-1                 | AZ                                      | Bolat Marcos, Sarr, Felipe(85' Cyriac), Mulemo Dalmat(80' Traoré), Witsel, Nicaise, Jovanovic De Camargo, Mbokani                               | 90' Traoré                                       |
| 9 december 2009 20:45 Stade Maurice Dufrasne Luik          | 90+5' Bolat                          | 0-1 1-1             | 42' Lens                                | Bolat Marcos, Sarr, Felipe(85' Cyriac), Mulemo Dalmat(80' Traoré), Witsel, Nicaise, Jovanovic De Camargo, Mbokani                               | 90' Traoré                                       |
| Europa League                                              |                                      |                     |                                         | |                                                  |
| Wedstrijddetails                                           | Thuisploeg                           | Uitslag             | Uitploeg                                | Opstelling | Kaarten                                          |
| 1/16 finale                                                |                                      |                     |                                         | |                                                  |
| 18 februari 2010 19:00 Stade Maurice Dufrasne Luik         | Standard Luik                        | 3-2                 | Red Bull Salzburg                       | Bolat Goreux, Ramos, Mangala, Pocognoli(86' Gershon) Witsel, Nicaise, Defour, Jovanovic(90+4' Dalmat) De Camargo, Mbokani(90+2' Traoré)         | 53' Goreux 76' De Camargo                        |
| 18 februari 2010 19:00 Stade Maurice Dufrasne Luik         | 67' Witsel 81' De Camargo 83' Witsel | 0-1 0-2 1-2 2-2 3-2 | 5' Janko 45+1' Janko                    | Bolat Goreux, Ramos, Mangala, Pocognoli(86' Gershon) Witsel, Nicaise, Defour, Jovanovic(90+4' Dalmat) De Camargo, Mbokani(90+2' Traoré)         | 53' Goreux 76' De Camargo                        |
| 25 februari 2010 21:05 EM-Stadion Wals-Siezenheim Salzburg | Red Bull Salzburg                    | 0-0                 | Standard Luik                           | Bolat Marcos, Sarr, Ramos, Pocognoli Nicaise(82' Mangala), Defour, Witsel, Jovanovic(73' Carcela-Gonzalez) De Camargo, Mbokani(90+5' Traoré)    | 18' Witsel 71' Pocognoli 90+3' Carcela-Gonzalez  |
| 25 februari 2010 21:05 EM-Stadion Wals-Siezenheim Salzburg |                                      |                     |                                         | Bolat Marcos, Sarr, Ramos, Pocognoli Nicaise(82' Mangala), Defour, Witsel, Jovanovic(73' Carcela-Gonzalez) De Camargo, Mbokani(90+5' Traoré)    | 18' Witsel 71' Pocognoli 90+3' Carcela-Gonzalez  |
| 1/8 finale                                                 |                                      |                     |                                         | |                                                  |
| 11 maart 2010 21:05 Spyros Louis Stadion Athene            | Panathinaikos FC                     | 1-3                 | Standard Luik                           | Bolat Marcos, Ramos, Sarr, Gershon Witsel, Nicaise(68' Mangala), Defour(23' Carcela-Gonzalez), Jovanovic(80' Dalmat) De Camargo, Mbokani        | 48' Sarr 59' Gershon 62' Jovanovic 67' Bolat     |
| 11 maart 2010 21:05 Spyros Louis Stadion Athene            | 49' Vintra                           | 0-1 0-2 1-2 1-3     | 9' Witsel 17' Jovanovic 75' De Camargo  | Bolat Marcos, Ramos, Sarr, Gershon Witsel, Nicaise(68' Mangala), Defour(23' Carcela-Gonzalez), Jovanovic(80' Dalmat) De Camargo, Mbokani        | 48' Sarr 59' Gershon 62' Jovanovic 67' Bolat     |
| 18 maart 2010 19:00 Stade Maurice Dufrasne Luik            | Standard Luik                        | 1-0                 | Panathinaikos FC                        | Bolat Marcos, Ramos, Sarr, Pocognoli Dalmat(71' Goreux), Witsel, Carcela-Gonzalez, Jovanovic(82' Mangala) De Camargo, Mbokani(89' Traoré)       | 25' Pocognoli 58' Sarr                           |
| 18 maart 2010 19:00 Stade Maurice Dufrasne Luik            | 45+1' Mbokani                        | 1-0                 |                                         | Bolat Marcos, Ramos, Sarr, Pocognoli Dalmat(71' Goreux), Witsel, Carcela-Gonzalez, Jovanovic(82' Mangala) De Camargo, Mbokani(89' Traoré)       | 25' Pocognoli 58' Sarr                           |
| 1/4 finale                                                 |                                      |                     |                                         | |                                                  |
| 1 april 2010 21:05 HSH Nordbank Arena Hamburg              | Hamburger SV                         | 2-1                 | Standard Luik                           | Bolat Marcos, Ramos, Mangala, Pocognoli Goreux(77' Grozav), Witsel, Carcela-Gonzalez, Jovanovic(90+4' Traoré) De Camargo, Mbokani               | 16' Marcos 45' Mbokani 80' Mangala 82' Ramos     |
| 1 april 2010 21:05 HSH Nordbank Arena Hamburg              | 43' Petric 45+1' Van Nistelrooy      | 0-1 1-1 2-1         | 31' Mbokani                             | Bolat Marcos, Ramos, Mangala, Pocognoli Goreux(77' Grozav), Witsel, Carcela-Gonzalez, Jovanovic(90+4' Traoré) De Camargo, Mbokani               | 16' Marcos 45' Mbokani 80' Mangala 82' Ramos     |
| 8 april 2010 21:05 Stade Maurice Dufrasne Luik             | Standard Luik                        | 1-3                 | Hamburger SV                            | Bolat Marcos, Ramos, Sarr, Pocognoli Carcela-Gonzalez(77' Dalmat), Nicaise(90' Mangala), Witsel, Jovanovic De Camargo, Mbokani                  | 25' Marcos 45+4' Ramos 67' Mbokani 86' Pocognoli |
| 8 april 2010 21:05 Stade Maurice Dufrasne Luik             | 33' De Camargo                       | 0-1 1-1 1-2 1-3     | 20' Petric 36' Petric 90+5' Guerrero    | Bolat Marcos, Ramos, Sarr, Pocognoli Carcela-Gonzalez(77' Dalmat), Nicaise(90' Mangala), Witsel, Jovanovic De Camargo, Mbokani                  | 25' Marcos 45+4' Ramos 67' Mbokani 86' Pocognoli |

Datums in het vet waren thuiswedstrijden.

### Groepsfase Champions League
| Groep H | Groep H            | Groep H | Groep H | Groep H | Groep H | Groep H | Groep H | Groep H | Groep H |
|         |                    | P       | W       | G       | V       | +       | -       | DS      | Ptn     |
| ------- | ------------------ | ------- | ------- | ------- | ------- | ------- | ------- | ------- | ------- |
| 1       | Arsenal FC         | 6       | 4       | 1       | 1       | 12      | 5       | +7      | 13      |
| 2       | Olympiakos Piraeus | 6       | 3       | 1       | 2       | 4       | 5       | −1      | 10      |
| 3       | Standard Luik      | 6       | 1       | 2       | 3       | 7       | 9       | −2      | 5       |
| 4       | AZ                 | 6       | 0       | 4       | 2       | 4       | 8       | −4      | 4       |

## Individuele prijzen
- Gouden Schoen - Milan Jovanović

## Afbeeldingen

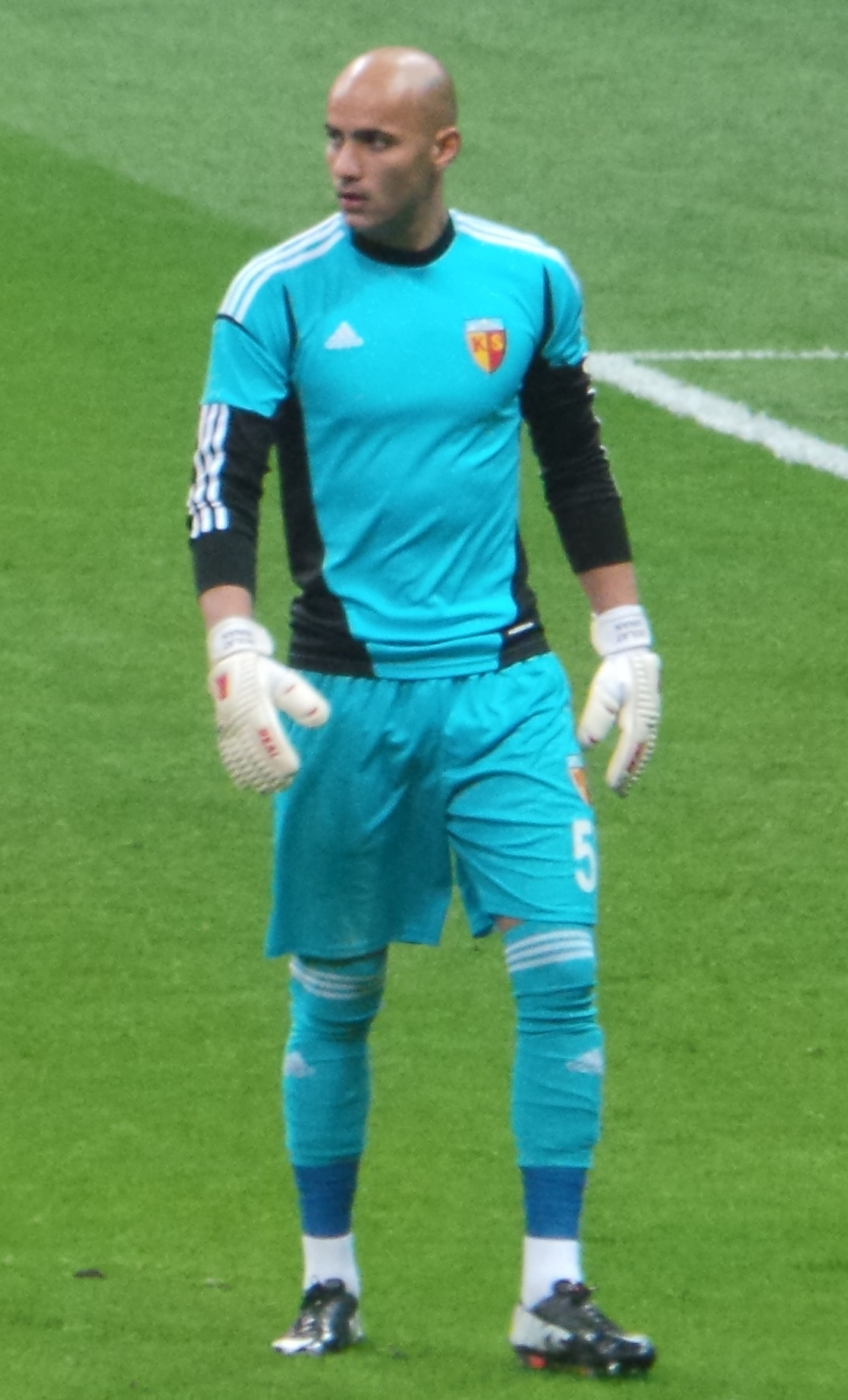
Sinan Bolat (doelman)
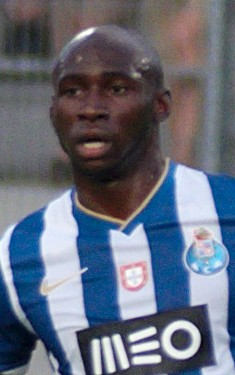
Eliaquim Mangala (verdediger)
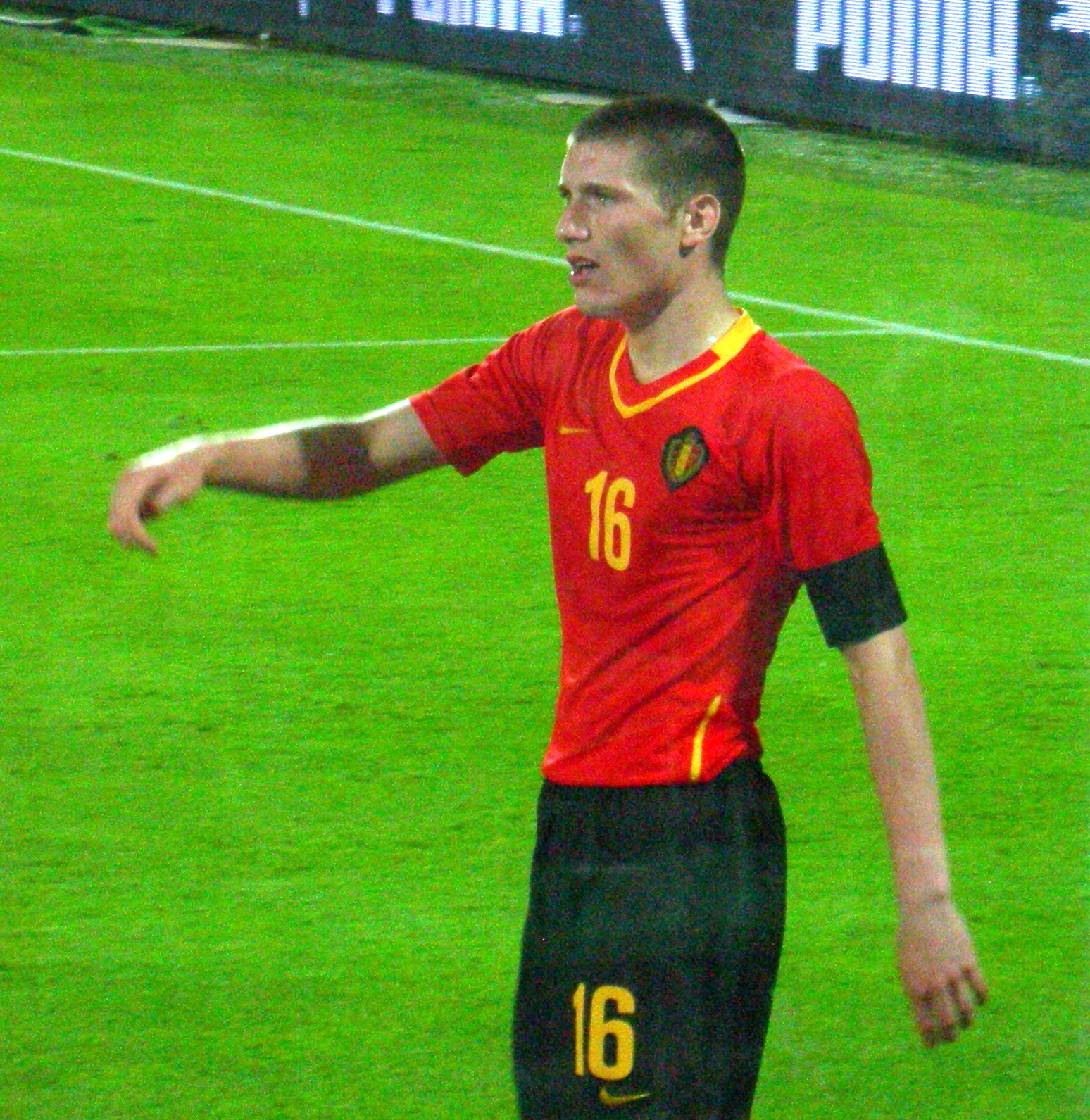
Sébastien Pocognoli (verdediger)
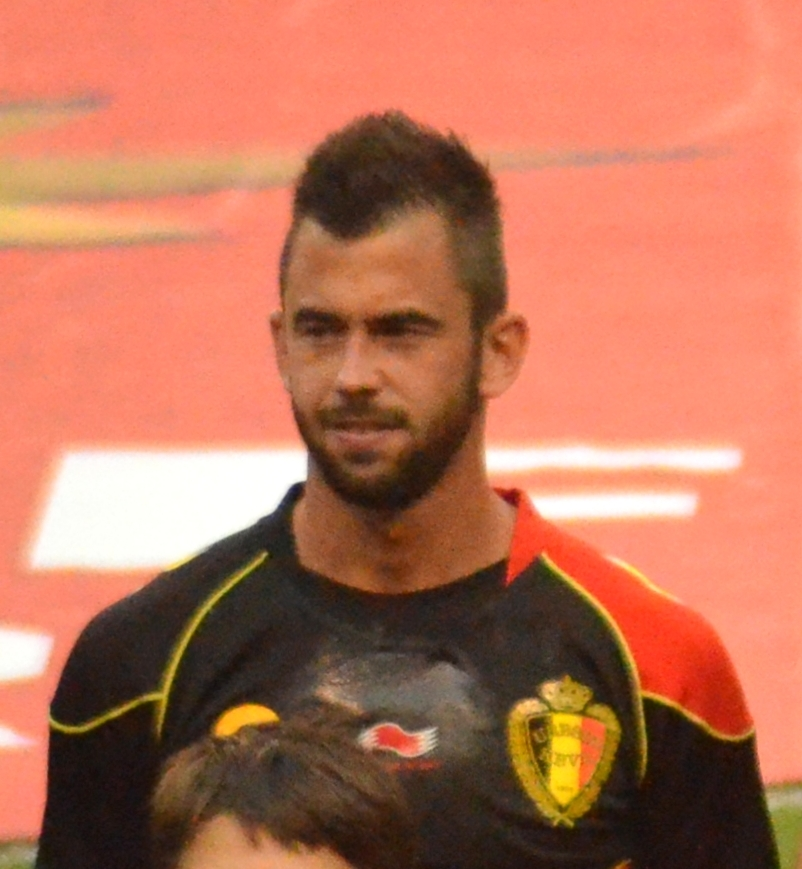
Steven Defour (middenvelder)
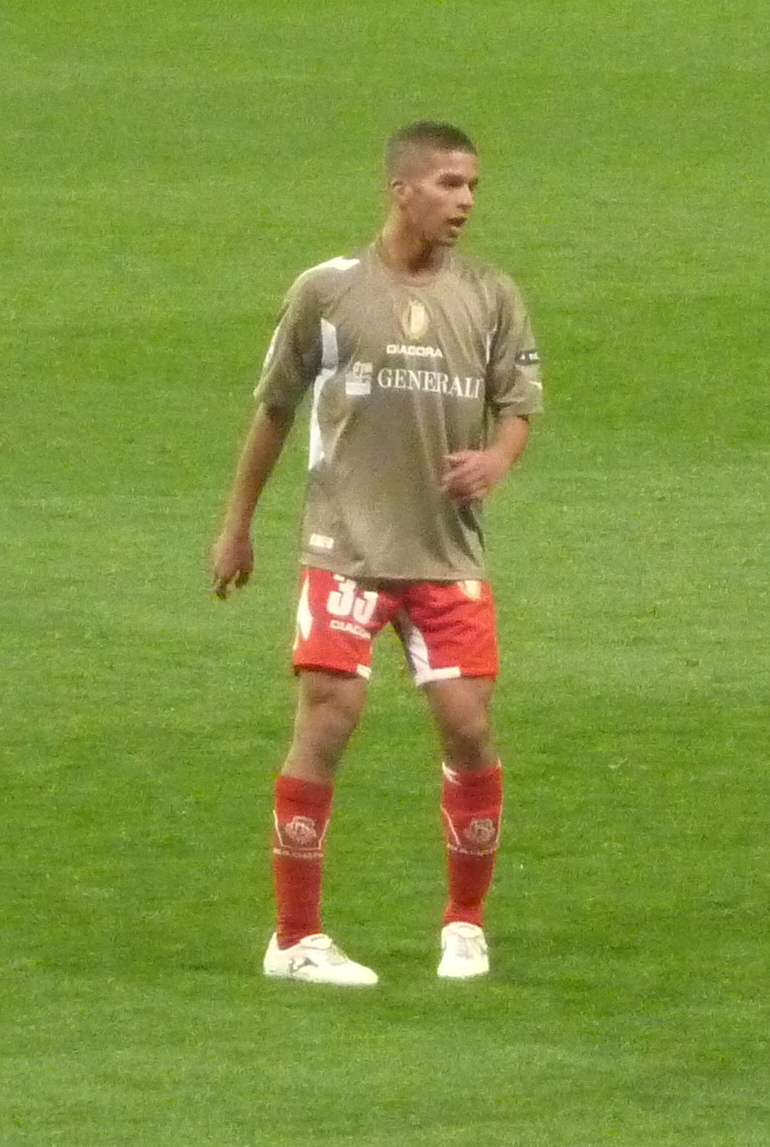
Mehdi Carcela (middenvelder)
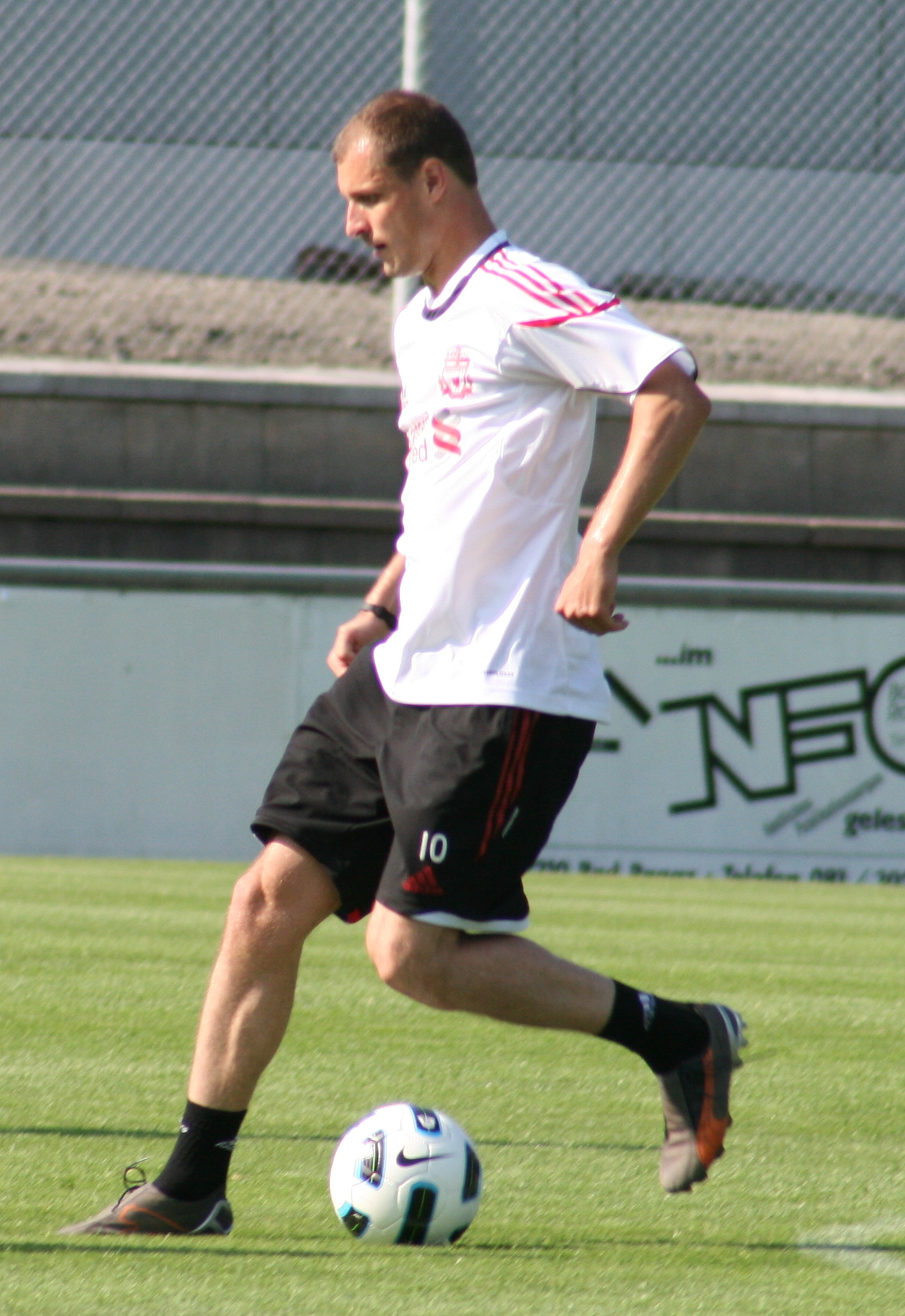
Milan Jovanović (aanvaller)
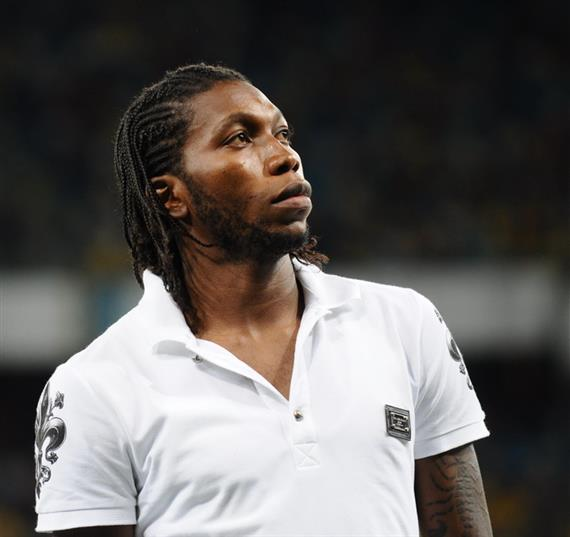
Dieumerci Mbokani (aanvaller)
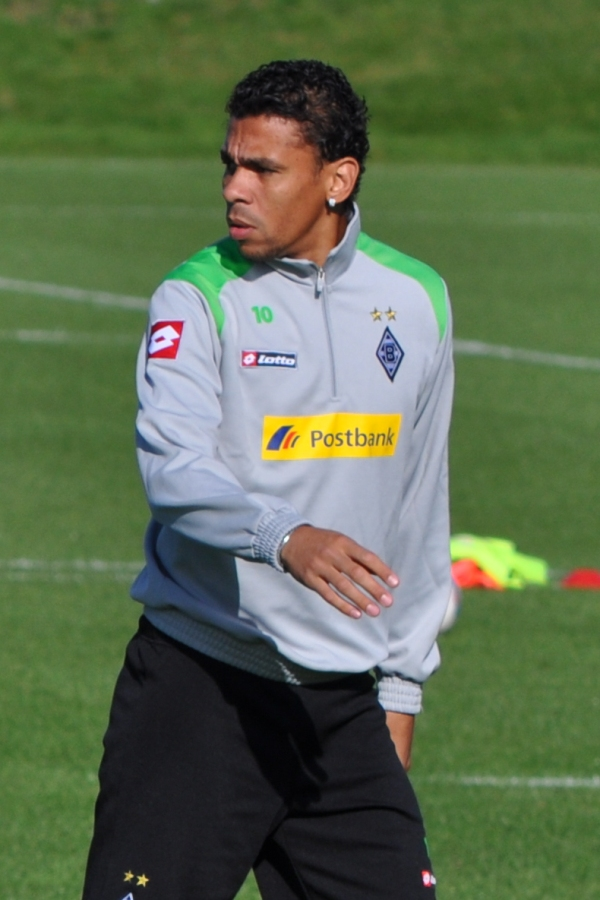
Igor de Camargo (aanvaller)